# Bobenheim-Roxheim
Bobenheim-Roxheim település Németországban, Rajna-vidék-Pfalz tartományban. Lakosainak száma 10 157 fő (2023. december 31.).

## Népesség
A település népességének változása:
| Lakosok száma | 9066 | 9878 | 10 190 | 10 154 | 10 075 | 10 062 | 10 157 |
|               | 1975 | 2010 | 2017   | 2019   | 2021   | 2022   | 2023   |